# La Loma (Palacio Presidencial)
La Loma es el nombre dado al antiguo Palacio Presidencial de Nicaragua que sirvió a esa función hasta ser gravemente dañado por el devastador terremoto de la noche del 23 de diciembre de 1972. Dicho palacio se encontraba sobre la Loma de Tiscapa.

## Construcción
La obra de la edificación del palacio fue encargado al arquitecto pisano Mario Favilli, quien había ingresado a Nicaragua en 1908 y trabajado al servicio de la firma Luisi & Ferracuti en Managua; luego radicado en Granada, donde se empleaba en obras de arquitectura y marmolería y en la producción industrial de ciertos materiales de construcción.
Favilli trazó el edificio que se le encomendaba adoptando los ventanales biforadas de la arquitectura española, así como el arco en herradura que caracterizaba a los grandes monumentos concebidos en dicho estilo. Las formas arquitectónicas del norte de África, exhibidas con insistencia en las publicaciones periódicas italianas a partir de 1912, influyeron decisivamente en el ánimo del arquitecto. Aquel año Italia había arrebatado un jirón al Imperio Otomano y establecía su colonia Tripolitana en las antiguas tierras de Libia.
Los ventanales de arcos túmidos imprimieron al edificio un marcado sello morisco. Una amplia escalinata conducía al saliente del cuerpo central, una galería exterior coronada en la fachada por tres arcos traspasados. Sobre el ático de este cuerpo, dos leones echados, con la esfera del mundo entre sus garras, custodiando las insignias patrias: escudo y bandera. El primero en relieve sobre el arco central; la segunda en su asta, enclavada en el pináculo del edificio. Los cubos laterales, con ventanales biforadas, tenían adosados sendos cuerpos de planta semicircular de muy gracioso aspecto. En la fachada principal se colocó una escalinata de mármol de Carrara, y se colocaron estatuas de leones custodios. Para decorar los salones del edificio se destinó un importante lote de azulejos españoles.  
Las principales habitaciones eran la Antesala, Salón principal, Salón de Las Banderas, Salón de los Diplomáticos, Salón de Visitas y el Comedor.
El 4 de enero de 1931, el presidente José María Moncada inauguró la residencia presidencial. 

### Daños por el terremoto de 1931
Casi 3 meses después sufrió algunos daños por el terremoto del 31 de marzo de 1931. Se le hizo una "reparación" cosmética ocultando las bases lesionadas, razón por la cual 41 años, 8 meses y 23 días después colapsó parcialmente por el terremoto del 23 de diciembre de 1972. 

### Palacio de La Curva
Luego en 1934 cuando el General Anastasio Somoza García (Tacho) llega al poder construye el edificio destinado a ser la residencia del Jefe-director de la Guardia Nacional (GN), llamada "Palacio de La Curva" o simplemente "La Curva"  (llamada así por estar junto a la curva de la calle asfaltada que llega hasta la loma) el cual estaba a unos 100 metros al este del Palacio. Es en la Curva en donde habitó Anastasio Somoza Debayle (Tachito) y su esposa Hope Portocarrero hasta principios de la década de los años 1960, cuando deciden mudarse a una hacienda particular en Managua llamada "El Retiro". Frente a éstos edificios se extendía una explanada hacia la Academia Militar y la fortaleza El Hormiguero (en la Avenida Roosevelt). En un nivel más bajo se encontraban el Casino Militar, Hospital Militar (ambos edificios existen hasta hoy 2008),la Oficina de Seguridad Nacional (OSN), los cuerpos de infantería del ejército y cuarteles de la Guardia Presidencial. Después seguía una Colonia Militar, hacia el noroeste, donde vivían las familias de los oficiales de confianza y finalmente abajo estaba y continúa actualmente el Hotel Intercontinental Managua, ahora Hotel Crowne Plaza. Al este del Palacio de La Curva se hallaba el edificio de la Embajada de los Estados Unidos y la residencia de Salvadora Debayle, la entonces primera dama de la nación.
El palacio fue residencia de Somoza García y su esposa y lugar de encuentro de las más fastuosas galas de Nicaragua. El Palacio fue usado también por sus hijos Luis y Tachito cuando éstos fueron presidentes.

## La dictadura somocista y las torturas a sus opositores
Durante la administración de Somoza García se levantó un monumento en honor a Franklin D. Roosevelt, desde ahí daba inicio la llamada Avenida Roosevelt. Originalmente era el monumento para Tacho, pero en 1945 con la muerte de Roosevelt y el inminente triunfo de los Aliados sobre el Eje, al final de la Segunda Guerra Mundial, le puso el nombre del fallecido presidente de los Estados Unidos. El 1 de febrero de 1943, con motivo de su cumpleaños y al matrimonio de su hija Lillian, Anastasio Somoza García inauguró la Tribuna Monumental (en la explanada de Tiscapa al pie de la loma del mismo nombre) con capacidad para 700 personas, desde ahí, el General Somoza observaba las paradas militares y desfiles escolares el 14 de septiembre de cada año en conmemoración de la batalla de San Jacinto (14 de septiembre de 1856) en la que 160 patriotas al mando del general José Dolores Estrada Vado derrotaron a los 300 filibusteros del aventurero estadounidense William Walker. Dicha Tribuna fue escenario de la toma de posesión de su sucesor, el presidente Leonardo Argüello Barreto, el 1 de mayo de 1947. Allí Argüello dijo que no se dejaría arrastrar por la corriente de Somoza y los opositores asistentes al acto le gritaron a Tacho "Se va el caimán"; 25 días después fue derrocado por un golpe de Estado de Somoza y este impuso a don Benjamín Lacayo Sacasa y después a su tío político Víctor Manuel Román y Reyes, como títeres, para luego retomar el poder en la Tribuna el 1 de mayo de 1950.   
En los sótanos de la Casa Presidencial fueron torturados por el coronel Anastasio Somoza Debayle (Tachito), hijo menor de Somoza García y por otros militares los oficiales de la GN y algunos civiles, de la fracasada rebelión del 4 de abril de 1954, la cual pretendía emboscar a Somoza en la Carretera Panamericana cerca de Jinotepe, Carazo, delatados por un traidor. Algunos fueron capturados y llevados allí y otros fueron fusilados en la Cuatro Esquinas, Carazo. Allí también torturaron a los presos políticos (incluyendo al Doctor Pedro Joaquín Chamorro Cardenal director del opositor diario La Prensa) después del atentado contra Somoza García el 21 de septiembre de 1956 y su muerte el 29 del mismo mes. Chamorro lo refleja en su libro testimonial "Estirpe sangrienta: Los Somoza" (1958) donde relata que fue torturado por Tachito en el "Cuarto de Costura" del Palacio, convertido en Cuarto de Tortura".

## Destrucción por el terremoto de 1972
Tras el terremoto del 23 de diciembre de 1972, de magnitud 6.2 grados en la escala Richter, el Palacio Presidencial quedó tan dañado que se termina demoliendo al igual que "La Curva"; milagrosamente no había nadie en el edificio a la hora del desastre; encima de donde estuvo "La Curva" Anastasio Somoza Debayle construyó su famosa residencia, un moderno edificio de una sola planta y una extensa terraza, equipado con gimnasio, varios salones y dormitorios. Cerca del Casino Militar fue construido El Búnker que sirvió de Casa Presidencial  a Somoza Debayle desde mediados de los años 70. Frente al lado norte de donde fue el Palacio Presidencial aterrizó un helicóptero Sikorski, a las 2 de la mañana del martes 17 de julio de 1979, piloteado por el capitán GN Abel Toledo, para llevar a Somoza y otras 7 personas al Aeropuerto Internacional Las Mercedes (hoy es el Aeropuerto Internacional Augusto C. Sandino) y de allí huirían a Estados Unidos, porque fue derrocado por la guerrilla marxista Frente Sandinista de Liberación Nacional (FSLN). Después de la Revolución Sandinista las instalaciones del Casino Militar, fueron ocupadas por la Dirección General de la Seguridad del Estado al igual que El Búnker, la citada residencia y las cárceles vecinas.

## Régimen del FSLN
El FSLN usó la parte de arriba de la Loma de Tiscapa (al oeste) como cárcel para los guadias somocistas, liberales nacionalistas (del Partido Liberal Nacionalista PLN, de Somoza) y civiles no beligerantes. Lo bautizaron como "El Chipote" y le sirvió de sede de la Dirección General de Seguridad del Estado (DGSE). El primer preso fue el Licenciado Nicolás López Maltez (actual director del diario La Estrella de Nicaragua) el propio día del triunfo de la revolución 19 de julio, 2 días después de la huida de Tacho. Las cárceles eran "La Caldera del Diablo", antiguo garaje de los tanques del Primer Batallón de la GN, y "El Inter"; aquí también estuvo preso el expresidente de la República Ingeniero Enrique Bolaños Geyer, entonces presidente del Consejo Superior de la Empresa Privada (COSEP).

## La Loma en la actualidad
Actualmente la Loma de Tiscapa es un parque histórico localizado en la Laguna de Tiscapa, pero solo está abierto al público el área donde estuvo el Palacio o Casa Presidencial, que es tan sólo el 20% de la loma. El resto de la zona como el Casino Militar, El Búnker, la residencia donde fue "La Curva, la Tercera Compañía, y la cárceles de "El Chipote", que constituyen el 80% de la Loma de Tiscapa, está cerrado al público; la zona de "El Chipote" es sede de la Dirección de Auxilio Judicial (DAJ) de la Policía Nacional y se usa aún como cárcel para reos peligrosos.